# Rutare (Sektor)
Rutare ist einer von 21 Sektoren im Distrikt Gicumbi in der Nordprovinz von Ruanda.

## Geographie
Rutare hat eine Fläche von 53,6 km² und liegt auf einer Höhe von etwa 1960 m. Der Sektor unterteilt sich in die fünf Zellen Bikumba, Gasharu, Gatwaro, Kigabiro und Nkoto und umfasst 29 Dörfer. Nachbarsektoren sind im Norden Nyamiyaga, im Nordosten Muko, im Osten Giti, im Südosten Rwamiko, im Süden Rutunga, im Südwesten Ntarabana und im Westen Mutete.

## Bevölkerung
Nach der Volkszählung von 2022 betrug die Einwohnerzahl 27.837 Einwohner. Zehn Jahre zuvor waren es 23.583, was einem jährlichen Bevölkerungszuwachs von 1,7 Prozent zwischen 2012 und 2022 entspricht.

## Verkehr
Durch den Sektor verläuft eine Stand 2022 nicht asphaltierte District Road in Nordwest-Südost-Richtung. Entlang der Westgrenze verläuft zudem die asphaltierte Nationalstraße 3.